# Acianthera klotzschiana
Acianthera klotzschiana là một loài phong lan.

## Hình ảnh

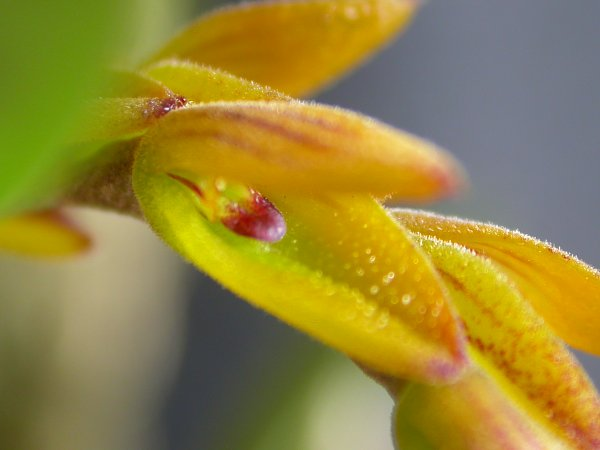
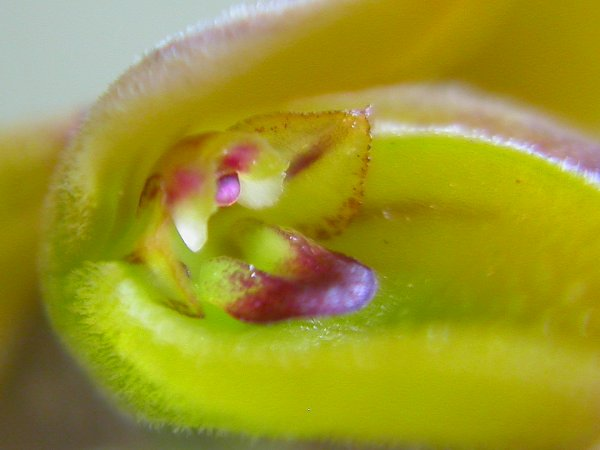
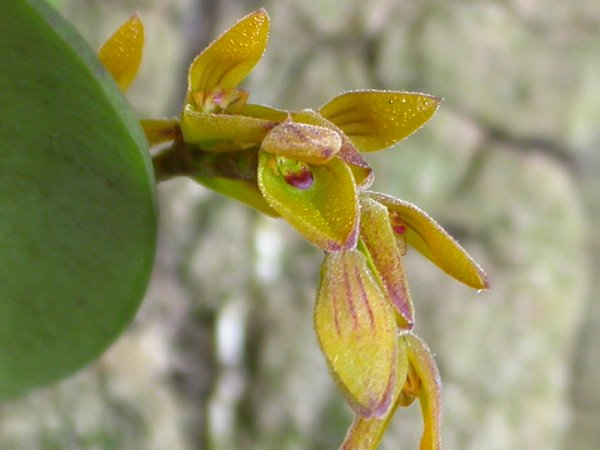
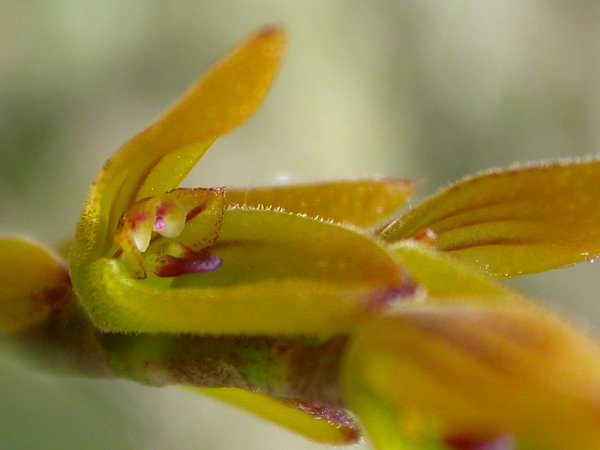